# Journal of Cardiovascular Magnetic Resonance
Journal of Cardiovascular Magnetic Resonance is een internationaal, aan collegiale toetsing onderworpen wetenschappelijk tijdschrift op het gebied van de cardiologie. Het is gespecialiseerd in cardiologische toepassingen van medische beeldvorming, met name magnetic resonance imaging.
De naam wordt in literatuurverwijzingen meestal afgekort tot J. Cardiovasc. Magn. Reson.
Het wordt uitgegeven door BioMed Central namens de Society for Cardiovascular Magnetic Resonance en verschijnt 4 keer per jaar.
Het eerste nummer verscheen in 1998.